# LPGA Tour 1993
Navigation
Édition précédente Édition suivante
Le LPGA Tour 1993 est la quarante-quatrième édition du Ladies Professional Golf Association Tour (LPGA), circuit professionnel féminin de golf, qui se déroule du 5 février 1993 au 7 novembre 1993. Axée sur les États-Unis, la LPGA a entrepris la tenue de tournois hors du continent américain ces dernières saisons, ainsi cette saison voit des tournois programmés au Canada et au Japon. Cette quarantième-quatrième édition de ce circuit permet de proposer un certain nombre de tournois professionnels destinés aux femmes en dehors des compétitions amateurs. La volonté de la professionnalisation des golfeuses leur permet désormais de gagner de l'argent en jouant au golf.
Cette saison comporte trente-et-un tournois, soit trois de moins qu'en 1992, auxquels sont insérées des dotations financières en fonction du résultat de la golfeuse. Quatre de ces tournois sont considérés comme « tournoi majeur » - le Nabisco Dinah Shore, le Championnat de la LPGA, l'Open américain et le Classique du Maurier - et sont considérés comme les plus prestigieux et difficiles à remporter.
L'Américaine Betsy King est désignée « Joueuse de l'année de la LPGA » (« Player of the Year ») pour la troisième fois de sa carrière après 1984 et 1989, et remporte le classement des gains avec des gains de 595 992 $ en remportant une seule victoire et aucun tournoi majeur. Les tournois majeurs sont remportés  par la Suédoise Helen Alfredsson (Nabisco Dinah Shore), Patty Sheehan (Championnat de la LPGA), Lauri Merten (Open américain) et Brandie Burton (Classique du Maurier). Enfin, le « Trophée Vare » récompensant la golfeuse ayant la moyenne de score la plus basse de la saison est également remporté par Betsy King pour la seconde fois de sa carrière après 1987.

## Histoire
Pour l'organisation de cette quarantième-quatrième édition, la majorité des tournois se disputent aux États-Unis mais quatre tournois sont programmés hors des États-Unis. Comme la saison précédente, la LPGA décide d'organiser des tournois hors des frontières des États-Unis avec la tenue de tournois programmés au Canada et au Japon. La majorité des joueuses sont des golfeuses principalement américaines professionnelles et amateures mais la LPGA intègre quelques années des golfeuses étrangères. Le calendrier fait débuter la saison par le Classique d'HealthSouth Palm Beach remporté par Tammie Green. Au cours de cette saison, bien que la majorité des tournois ont été remportés par des golfeuses américaines professionnelles, de nombreuses golfeuses non-américaines remportent des tournois : la Canadienne Lisa Walters, les Anglaises Trish Johnson, Laura Davies et Helen Dobson, la Suédoise Helen Alfredsson, la Japonaise Hiromi Kobayashi.
L'Américaine Betsy King est désignée « Joueuse de l'année de la LPGA » (« Player of the Year ») pour la troisième fois de sa carrière après 1984 et 1989, et remporte le classement des gains avec des gains de 595 992 $ en remportant une seule victoire et aucun tournoi majeur. Les tournois majeurs sont remportés  par la Suédoise Helen Alfredsson (Nabisco Dinah Shore), Patty Sheehan (Championnat de la LPGA), Lauri Merten (Open américain) et Brandie Burton (Classique du Maurier).

## Participantes à la saison LPGA 1993
Les participantes ont deux statuts. Certaines sont devenues professionnelles mais de nombreuses amateures prennent également part aux tournois sans toutefois pouvoir recevoir le montant des gains en raison de leur statut.
| Participantes         | Participantes     | Participantes     | Participantes        | Participantes     |
| Professionnelles      | Professionnelles  | Professionnelles  | Professionnelles     | Professionnelles  |
| --------------------- | ----------------- | ----------------- | -------------------- | ----------------- |
| Kristi Albers         | Amy Alcott        | Helen Alfredsson  | Danielle Ammaccapane | Donna Andrews     |
| Tina Barrett          | Amy Benz          | Missie Berteotti  | Brandie Burton       | JoAnne Carner     |
| Dawn Coe              | Jane Crafter      | Beth Daniel       | Laura Davies         | Florence Descampe |
| Judy Dickinson        | Heather Drew      | Dale Eggeling     | Michelle Estill      | Stephanie Farwig  |
| Vicki Fergon          | Jane Geddes       | Ellie Gibson      | Gail Graham          | Tammie Green      |
| Shelley Hamlin        | Juli Inkster      | Rosie Jones       | Caroline Keggi       | Betsy King        |
| Dana Lofland          | Nancy Lopez       | Meg Mallon        | Michelle McGann      | Alice Miller      |
| Dottie Mochrie        | Barb Mucha        | Liselotte Neumann | Karen Noble          | Ayako Okamoto     |
| Anne-Marie Palli      | Deb Richard       | Alice Ritzman     | Nancy Scranton       | Patty Sheehan     |
| Muffin Spencer-Devlin | Sherri Steinhauer | Kris Tschetter    | Colleen Walker       | Lisa Walters      |
| Lori West             | Maggie Will       | Pamela Wright     | Jennifer Wyatt       |                   |

## Classements saison 1993

### Tableau des gains («Money list»)
Le tableau ci-dessous est le classement des golfeuses par gains obtenus sur cette saison 1993. Le classement par gains est remporté par Betsy King avec 595 992 $ remportés.
| Cla. | Golfeuses  | Gains     | Victoires |
| ---- | ---------- | --------- | --------- |
| 1    | Betsy King | 595 992 $ |           |

### Trophée Vare («Vare Trophy»)
Le tableau ci-dessous est le classement des golfeuses par scores les plus bas sur cette saison 1993.
| Cla. | Golfeuses  | Moyenne |
| ---- | ---------- | ------- |
| 1    | Betsy King |         |